# Thierry Devergie
Pas d'image ? Cliquez ici

a Compétitions nationales et continentales officielles uniquement.

b Matchs officiels uniquement.
Thierry Devergie, est né le 27 juillet 1966 à Marseille (Bouches-du-Rhône), est un joueur international français de rugby à XV jouant aux postes de deuxième ligne et troisième ligne centre.
Son fils, Martin Devergie, est également un joueur de rugby à XV.

## Biographie

### Carrière sportive
Thierry Devergie découvre assez tardivement le rugby à XV au club de l'USPEG au stade Ledeuc à Marseille au poste de troisième ligne centre. Très vite sélectionné au niveau départemental et régional, il poursuit rapidement sa carrière rugbystique au RC Nîmes où il participe à la montée en puissance du club avec pour point d'orgue un quart de finale du Championnat de France en 1991.
Il dispute son premier test match avec l'équipe de France le 26 novembre 1988 contre l'équipe de Roumanie et le dernier contre l'équipe d'Argentine, le 11 juillet 1992.
Bien que sélectionné pour participer à la Coupe du monde 1991, il ne dispute aucun match durant la compétition. 
Le 19 juin 1993, il est invité pour jouer avec le XV du Président contre les Barbarians français pour le Centenaire du rugby à Grenoble.
Thierry Devergie rejoint ensuite l'équipe des Mammouths du FC Grenoble qui viennent d'être privé du titre de champion de France 1993 à la suite d’une finale polémique après une erreur d’arbitrage,,.
Pour sa première saison avec le club grenoblois, il dispute une demi-finale de Championnat,.
Il poursuit encore deux saisons avec le club alpin avant de changer chaque année de club avec des expériences au Montpellier HR, au Neath RFC, aux Bristol Shoguns puis enfin au CA Brive et au CA Bègles-Bordeaux. Il a aussi joué aussi au handball à un bon niveau.
Le 6 novembre 1996, il est invité avec les Barbarians français pour jouer contre le Cambridge University RUFC en Angleterre. Les Baa-Baas s'imposent 76 à 41.

### Famille
Thierry Devergie est le père de Martin Devergie qui est lui aussi un joueur de rugby à XV.

## Palmarès

### En club
- Vainqueur du Challenge de l'Espérance en 1991 avec le RC Nîmes.

### En équipe nationale
- Sélections en équipe de France : 16
- Sélections par année : 1 en 1988, 3 en 1989, 8 en 1990, 2 en 1991, 2 en 1992
- Tournoi des Cinq Nations disputé : 1990

#### Tournoi des Cinq Nations
| Édition           | Rang | Résultats France | Résultats Devergie | Matchs Devergie |
| ----------------- | ---- | ---------------- | ------------------ | --------------- |
| Cinq Nations 1990 | 3    | 2 v, 0 n, 2 d    | 2 v, 0 n, 2 d      | 4/4             |

Légende : v = victoire ; n = match nul ; d = défaite ; la ligne est en gras quand il y a Grand Chelem.